# فريق رجال نورث كارولينا تار هيلز لكرة السلة 1910–11
كان فريق كرة السلة للرجال في نورث كارولينا تار هيلز 1910–11 أول فريق كرة سلة جامعي يمثل جامعة نورث كارولينا . كان يجب على المدرسة المضي قدمًا في تشكيل فريق حيث كان هناك ضغط متزايد من الطلاب، ويدير الطلاب صحيفة ذا تار هيل، والمدارس داخل الولاية التي أرسلت فرقًا تريد تشكيل دولة الدوري واستفسر جامعة تنساس عن جدولة مباراة في فبراير 1911. تم شراء المعدات وتركيبها في بنيوم جيمنسيم بعد فترة من عدم اليقين بشأن المكان الذي سيلعب فيه الفريق مبارياته ثم تم اختيار مدرب سباقات المضمار والميدان- الذي كان لديه خبرة قليلة في كرة السلة - بعد اختيار اللاعبين للفريق الأول، أنهى كارتميل الجدول الزمني في يناير، والذي كان محدودًا حيث أن العديد من البرامج الأخرى قد أنشأت جداولها بالفعل قبل أن يشكل Tar Heels فريقهم.
افتتحت ولاية كارولينا الشمالية موسمها بفوزها على فيرجينا كرستال 42-21 أمام ما يقدر بنحو 200 متفرج. فاز الفريق بمبارياته الأربع التالية، حيث فاز بأرقام مضاعفة على اثنين من المنافسين وبثلاثة أو أقل على الاثنين الآخرين. سافر الفريق إلى ويك فورست حيث خسروا مباراتهم الأولى بعد أن تفوق المعمدانيون بسهولة على Tar Heels في الشوط الثاني. انتعش الفريق بفوزه على جامعة تنسس قبل أن يخسر مباراتين متنافستين ضد فيرجينيا وفيرجينيا كريستيان. هزمت كارولينا وودبيرييبسهولة قبل أن تلعب مباراتها الأخيرة، وهي مباراة العودة، ضد فيرجينيا.